# Melchior zur Strassen

Melchior zur Strassen

Melchior Anton zur Strassen (eigentlich Zurstrassen) (* 28. Dezember 1832 in Münster; † 27. Februar 1896 in Leipzig) war ein deutscher Bildhauer.

## Leben

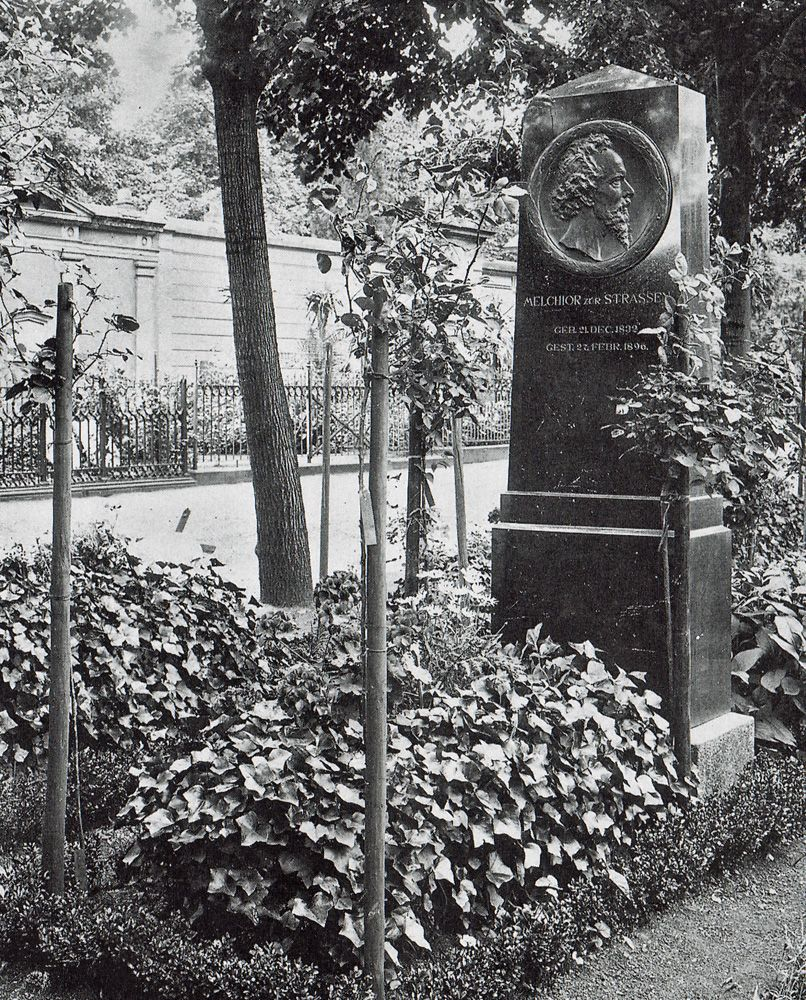
Sein Grab auf dem Neuen Johannisfriedhof Leipzig

Zur Strassens Vater, Johann Friedrich Christian Zurstrassen (1795–1856), Besitzer eines Juwelier- und Antiquitätengeschäfts in Münster, Ludgeristrasse, hatte seinen jüngeren Sohn Melchior, das siebte von zehn Kindern, für eine landwirtschaftliche Ausbildung vorgesehen. Sein Taufpate und Onkel, ein älterer Bruder seines Vaters, war der namensgleiche Bäcker, Brauer und langjährige Gildemeister der Bäckerinnung Melchior Anton Zurstrassen (1790–1867) aus Münster, Salzstrasse. Die Familie J. F. Christian Zurstrassen verzog von Münster über Hamm nach Köln. Erst hier durfte er dann 1850 beim Bildhauer Wilhelm Joseph Imhoff (1791–1858) in die Lehre gehen. Einen starken Einfluss auf seinen Entschluss, sich der Bildhauerei zu widmen, bildete der Eindruck der 1850 im Dom zu Münster feierlich präsentierten Pietà von Wilhelm Achtermann. Ein in Köln von zur Strassen geschaffenes Hochrelief der 14 Leidensstationen Christi machte Christian Daniel Rauch auf ihn aufmerksam, in dessen Werkstatt in Berlin er dann ab 1854 tätig war.
1857 ging er für zweieinhalb Jahre nach Rom, erhielt nach seiner Rückkehr das mit einem erneuten Studienaufenthalt in Rom verbundene preußische Staatsstipendium und kehrte schließlich 1863 nach Berlin zurück und bezog einen Teil des Ateliers des 1857 verstorbenen Rauch. 1864 heiratete er in Hamm Cäcilia Otto. Die Trauung nahm sein Halbvetter Hermann Landois (1835–1905) vor, der katholischer Priester und später Zoologe, Zoogründer und Münsteraner Original war. Beide hatten eine gemeinsame Großmutter. 1870 ging Melchior zur Strassen als Professor an die Königlich Bayerische Kunstschule in Nürnberg. Im April 1875 wurde er Inspektor des neu gegründeten Kunstgewerbemuseums in Leipzig und gleichzeitig Lehrer an der dortigen Königlichen Akademie der bildenden Künste. Zu seinen Schülern gehörten Carl Brasch, Wilhelm Neumann-Torborg, Arthur Trebst (1861–1922), Carl Seffner, Adolf Lehnert, Albert Weinert (1863–1947/1948), Julija Brasol und Felix Pfeifer. Er verstarb in Leipzig und wurde auf dem Neuen Johannisfriedhof beerdigt.
Sein Sohn Otto zur Strassen (1869–1961) war Zoologe und Herausgeber der 4. Ausgabe von Brehms Thierleben. Seine Enkel waren der Zoologe Richard (1926–2013) und der Bildhauer Hermann zur Strassen (1927–2019).

## Werk (Auswahl)

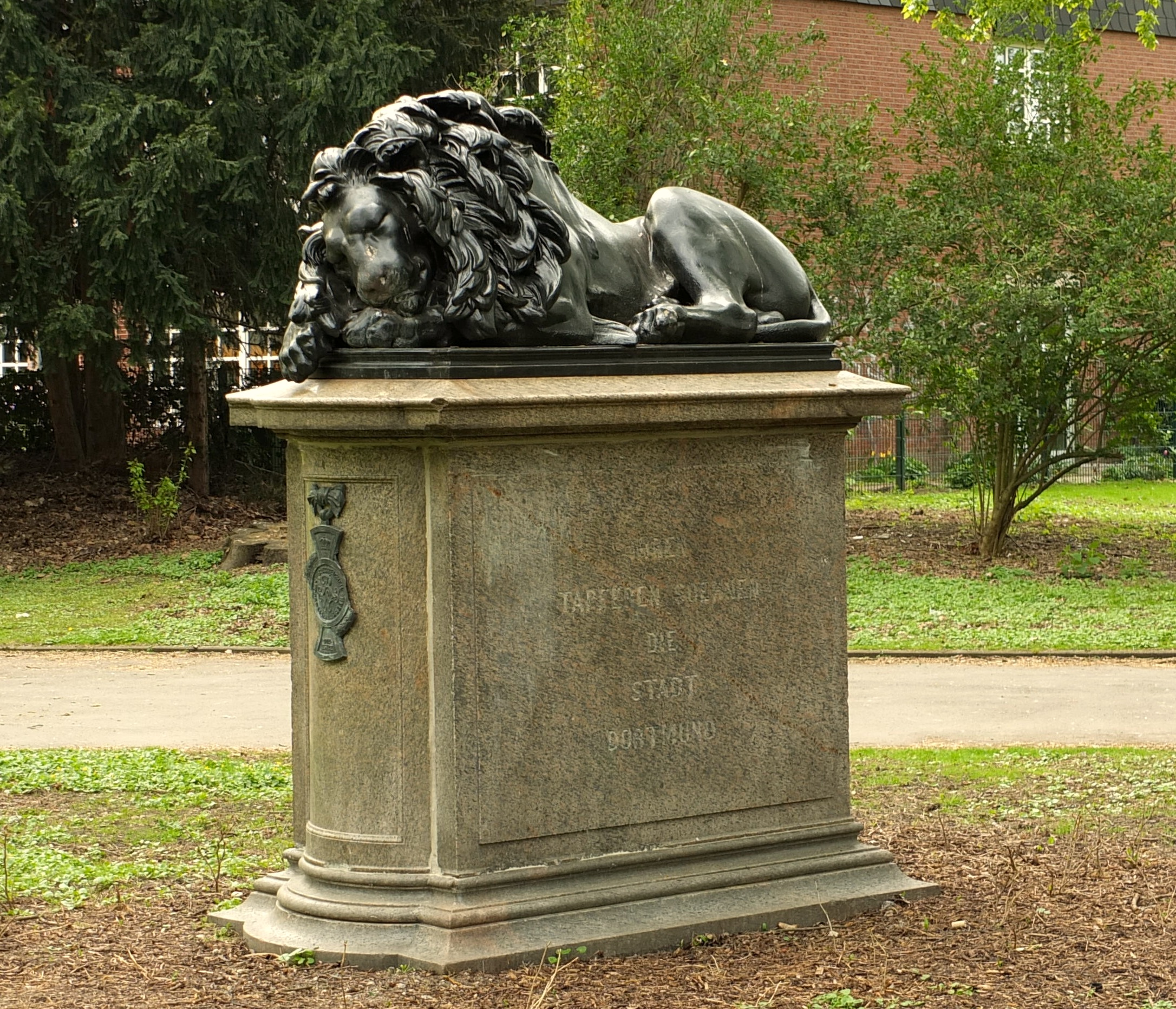
Kriegerdenkmal 1866, 1869, heute im Westpark, Dortmund
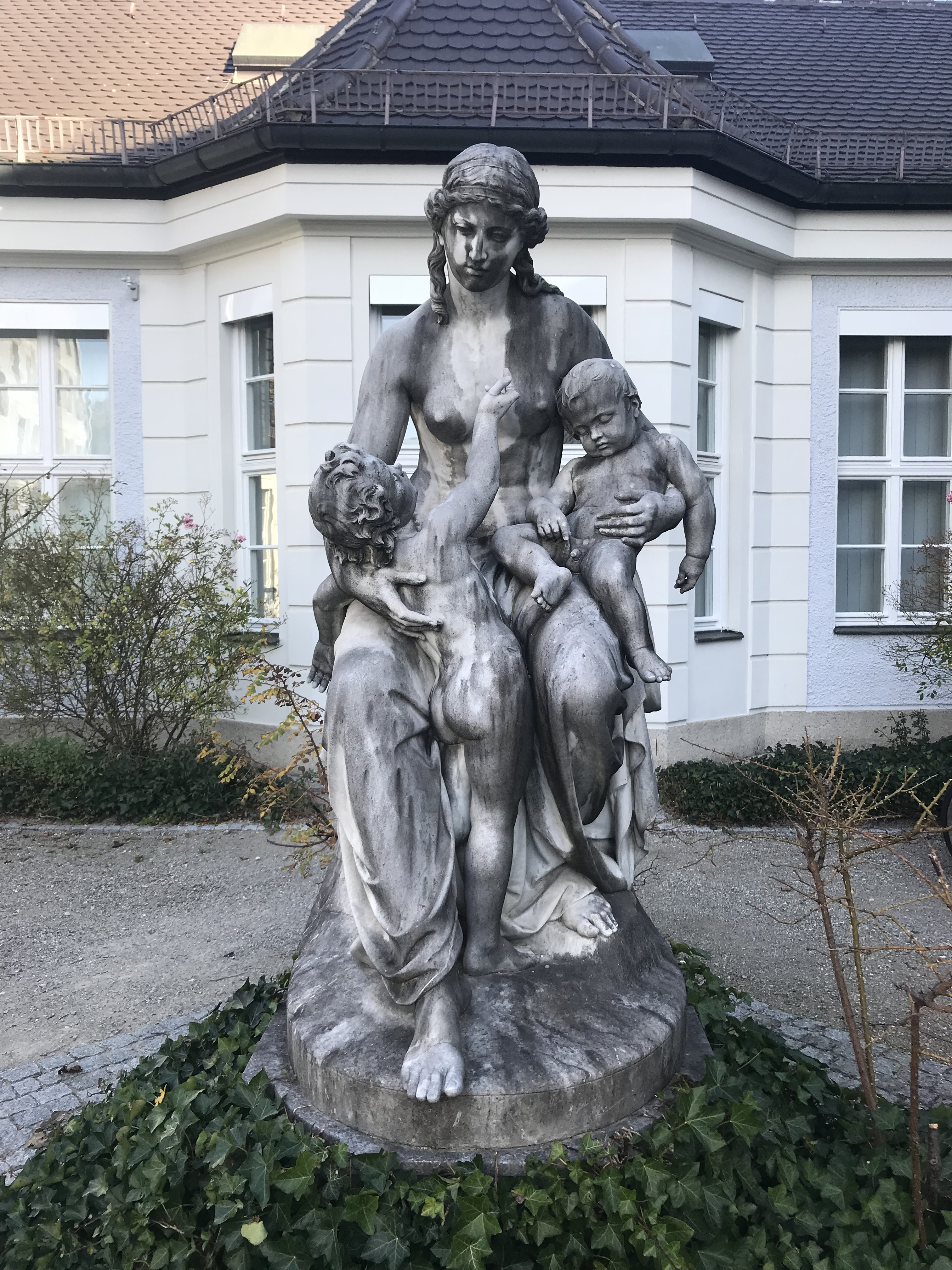
Caritas, 1867, im Hof des Stadtarchiv München
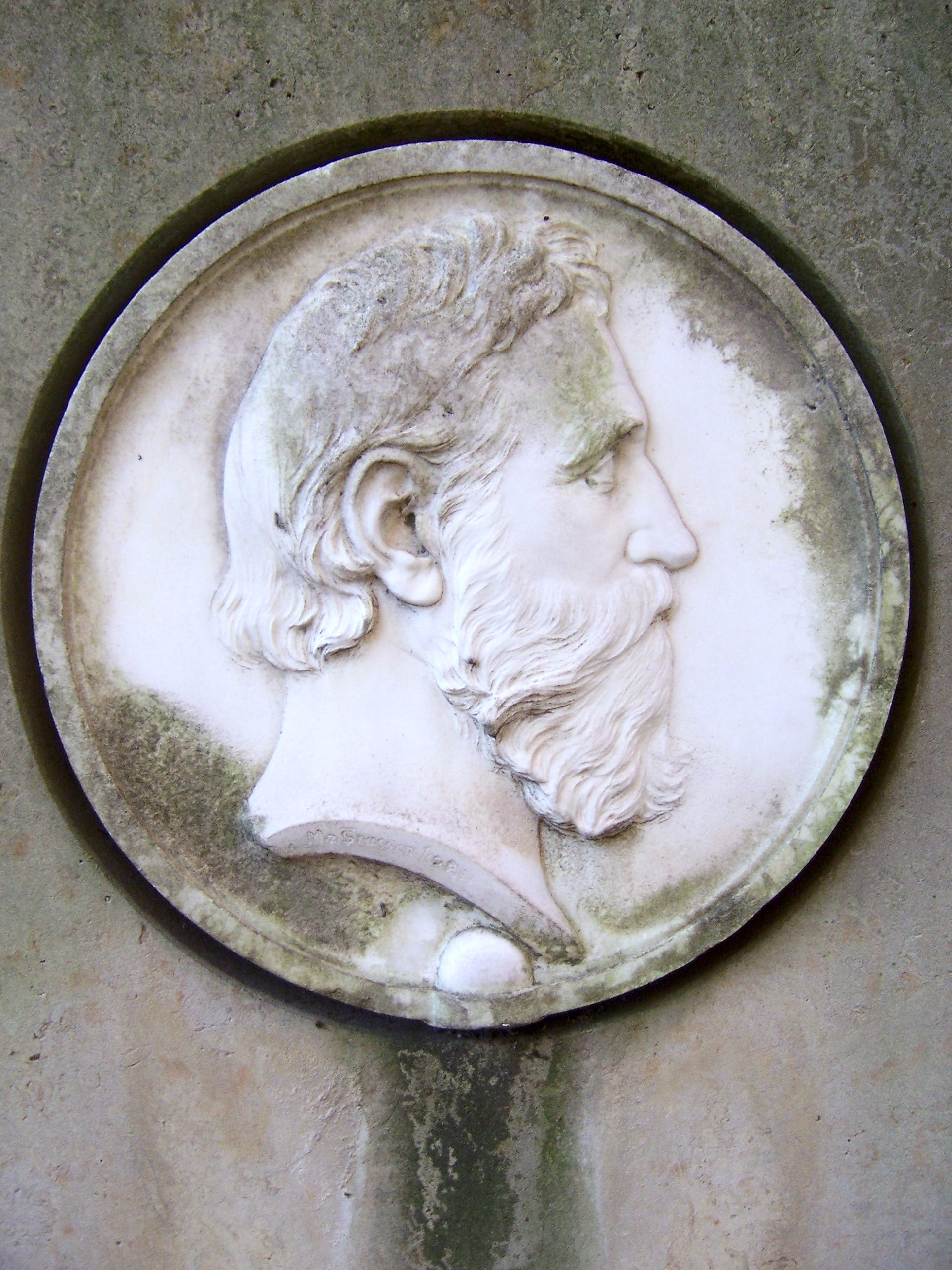
Marmorrelief Gustav Heinrich Duncker, 1883, Lapidarium Alter Johannisfriedhof Leipzig
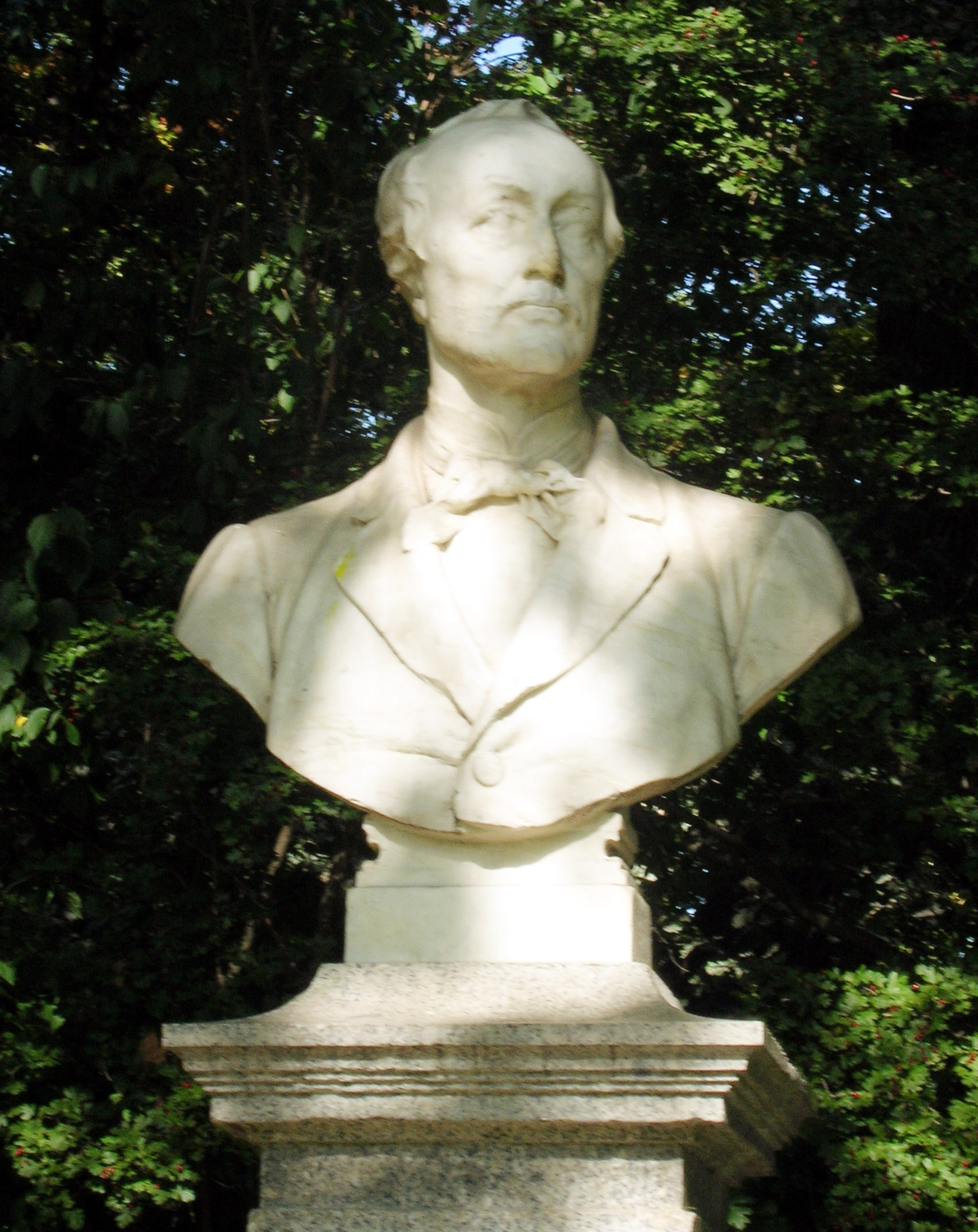
Seyfferthdenkmal, 1896, Leipzig

- um 1855: Hl. Elisabeth (Katholisches Spital, Berlin)
- um 1856: Der Große Kurfürst als Knabe (Bronzefigur, Auftrag von König Friedrich Wilhelm IV.)
- um 1858: Römische Hirtin (Gruppe)
- um 1862: Caritas (Marmorgruppe für den Bankier Abraham Oppenheim in Köln; Gipsabguss im Städtischen Museum Leipzig)
- 1867: Siegessäule für 1866 (Silber, mit 4 Reliefs, vom Heer dem König Wilhelm gewidmet)
- 1867: Grabdenkmal mit Büste Heinrich Beitzke in Köslin
- 1867: Caritas, heute im Hof des Stadtarchivs München
- um 1868: Begrüßung König Wilhelms und des Kronprinzen Friedrich bei Königgrätz (Reitergruppe in Silber)
- 1869: Kriegerdenkmal 1866 (heute im Westpark, Dortmund)
- 1869: 28 Bildnisreliefs von Vertretern der preußischen Wissenschaften (u. a. Alexander von Humboldt, Jacob und Wilhelm Grimm; ehemaliger Bibliothekssaal (heute wohl der „Säulensaal“) des Berliner Rathauses)
- 1871/1872: 2 Reliefs für das Siegesdenkmal auf den Düppeler Schanzen (Insel Alsen; Denkmal 1945 gesprengt)
- Gruppe im Giebelfeld des Hauptpostamts (Leipzig; im Zweiten Weltkrieg zerstört[2])
- Figur der Lipsia (auf der Leipziger Neuen Börse; im Zweiten Weltkrieg zerstört[2])
- Statuen von Rembrandt und Rubens (am Städtischen Museum Leipzig; im Zweiten Weltkrieg zerstört[2])
- 1883: Porträtmedaillon Gustav Heinrich Duncker, Marmorrelief, heutiger Standort: Lapidarium Alter Johannisfriedhof Leipzig
- 1885/1886: 110 m langer Fries mit Darstellungen aus der Landesgeschichte Oberösterreichs Francisco Carolinum, Linz (ausgeführt von Rudolf von Cöllen)
- 1889: Standbilder von Friedrich dem Streitbaren, Kurfürst Moritz, Goethe[3] und Lessing (Sandstein, an der Universitätsbibliothek Leipzig; im Zweiten Weltkrieg zerstört[2])
- Frauengestalt (auf dem Deutschen Buchhändlerhaus in Leipzig)
- 1896: Seyfferthdenkmal (Marmorbüste, Johannapark, Leipzig, ausgeführt von Otto Schütze)

Veröffentlichungen
- (als Hrsg.): Spitzen des 16. bis 19. Jahrhunderts. Aus den Sammlungen des Kunstgewerbe-Museums zu Leipzig. Hiersemann, Leipzig 1894. (2 Sammelmappen)
- (als Hrsg.): Vorlagen für den Handfertigkeits-Unterricht. Hrsg. auf Veranlassung des deutschen Centralkomitees für Handfertigkeits-Unterricht und Hausfleiß. E. A. Seemann, Leipzig o. J.